# Estádio Luis Alfonso Giagni
O Estádio Luis Alfonso Giagni, é um estádio localizado em Villa Elisa, a 16 km da capital do Paraguai, Assunção. Atualmente é utilizado para partidas de futebol e é o estádio do Sol de América. O estádio tem capacidade para 11 mil espectadores e foi construído em 1985.[carece de fontes?] A estreia em competições internacionais aconteceu em 2016, numa partida da Copa Sul-Americana, entre Sol de América e Jorge Wilstermann.